# The American Spectator
The American Spectator este o revistă conservatoare lunară din Statele Unite ale Americii cu subiecte de știri și politică redactată de R. Emmett Tyrrell Jr. și publicată de fundația non-profit American Spectator. De la lansarea acesteia în 1967 până spre sfârșitul anilor 1980, revista de mică circulație cuprindea scrierile unor autori precum Thomas Sowell, Tom Wolfe, P.J. O'Rourke, George F. Will, Malcolm Gladwell, Patrick J. Buchanan, și Malcolm Muggeridge, deși în prezent este mai cunoscută pentru raporturile despre Bill Clinton în anii 1990 și „Arkansas Project” și fondat de omul de afaceri Richard Mellon Scaife și Fundația Bradley.